# Superclásico de las Américas 2014
Superclásico de las Américas 2014 – Copa Doctor Nicolás Leoz là lần thứ 3 giải Superclásico de las Américas được tổ chức. Trận đấu được diễn ra tại Sân vận động Quốc gia Bắc Kinh ở Bắc Kinh, Trung Quốc. Đây là lần đầu tiên giải đấu được diễn ra ở đất nước khác.
Brasil thắng 2-0 với hai bàn thắng của Diego Tardelli, trong đó Lionel Messi của Argentina đá hỏng một quả penalty.

## Địa điểm

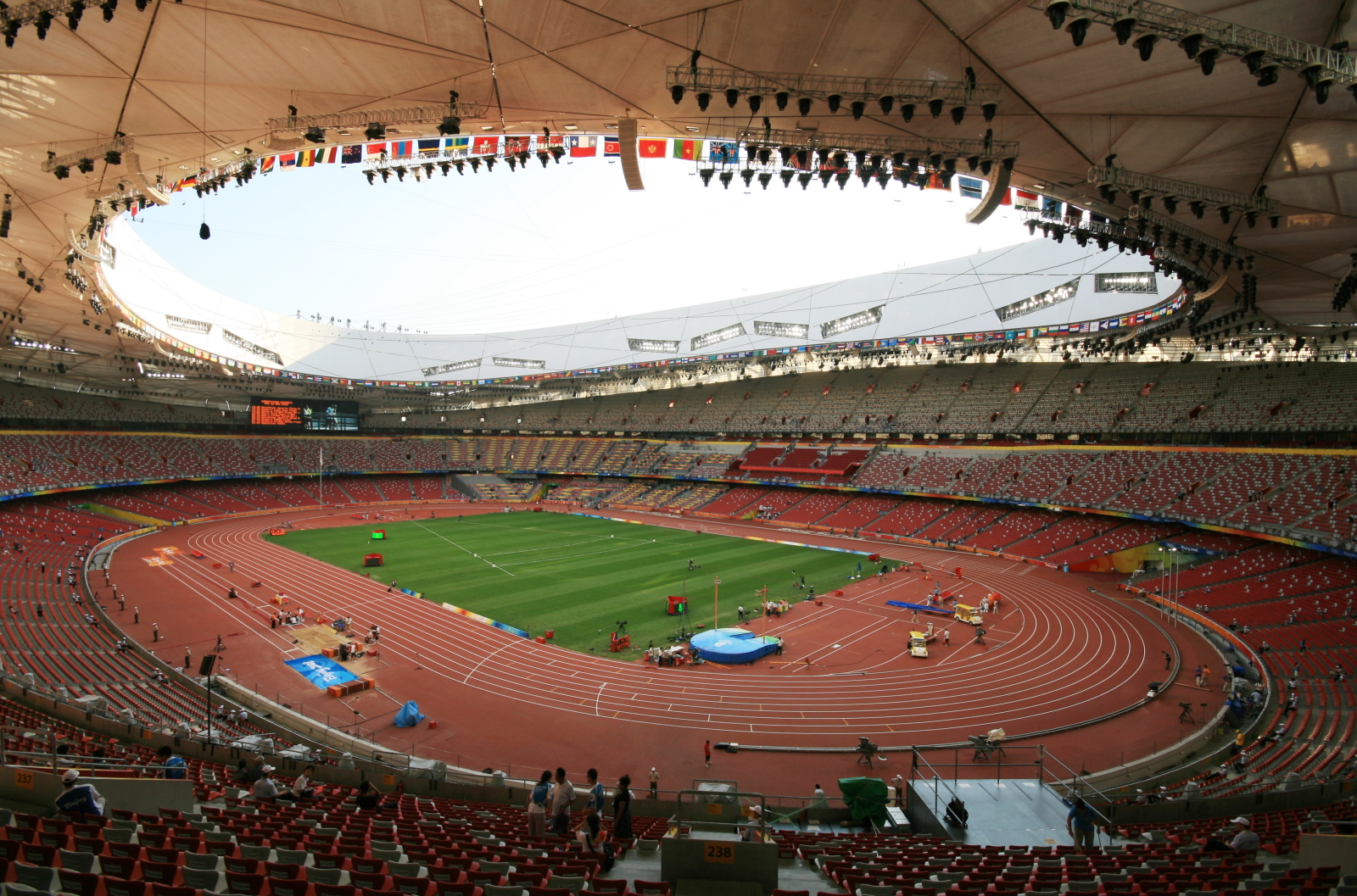
Trận đấu được diễn ra tại Sân vận động Quốc gia Bắc Kinh, Trung Quốc

## Chi tiết trận đấu
| Brasil            | 2–0      | Argentina |
| ----------------- | -------- | --------- |
| Tardelli 28', 64' | Chi tiết |           |

| Brasil | Argentina |

|                  |    |                 |     |     |
|                  |    |                 |     |     |
| GK               | 1  | Jefferson       |     |     |
| DF               | 2  | Danilo          | 40' |     |
| DF               | 3  | Miranda         |     |     |
| DF               | 4  | David Luiz      | 19' | 90' |
| DF               | 6  | Filipe Luís     |     |     |
| MF               | 22 | Mendes Trindade |     |     |
| MF               | 17 | Luiz Gustavo    |     |     |
| MF               | 19 | Willian         |     |     |
| FW               | 11 | Oscar           |     |     |
| FW               | 10 | Neymar          |     | 90' |
| FW               | 9  | Diego Tardelli  |     | 82' |
| Thay người:      |    |                 |     |     |
| DF               | 8  | Gil             |     | 90' |
| FW               | 7  | Robinho         |     | 90' |
| MF               | 20 | Kaká            |     | 82' |
| Huấn luyện viên: |    |                 |     |     |
| Dunga            |    |                 |     |     |

| GK               | 1  | Sergio Romero      |     |     |
| DF               | 4  | Pablo Zabaleta     |     |     |
| DF               | 17 | Federico Fernández | 50' |     |
| DF               | 15 | Martín Demichelis  |     |     |
| DF               | 16 | Marcos Rojo        |     |     |
| MF               | 23 | Roberto Pereyra    |     | 90' |
| MF               | 14 | Javier Mascherano  | 47' |     |
| MF               | 18 | Érik Lamela        |     | 60' |
| FW               | 10 | Lionel Messi       |     |     |
| FW               | 11 | Sergio Agüero      |     | 60' |
| FW               | 7  | Ángel Di María     |     |     |
| Thay người:      |    |                    |     |     |
| MF               | 8  | Enzo Pérez         |     | 76' |
| MF               | 22 | Javier Pastore     |     | 60' |
| FW               | 9  | Gonzalo Higuaín    |     | 60' |
| Huấn luyện viên: |    |                    |     |     |
| Gerardo Martino  |    |                    |     |     |

## Truyền thông
- Canada: TSN
- México: TVC Deportes
- Mỹ Latinh: ESPN
- Argentina: América 2 và TyC Sports
- Brasil: Rede Globo và SporTV
- Uruguay: Tenfield
- Paraguay: Red Guaraní và Tigo Sports
- Ecuador: Teleamazonas
- Colombia: Caracol Televisión